# Kolonkwane
Kolonkwane es un pueblo en el Distrito de Kgalagadi de Botsuana. Está localizado en el borde de la frontera con Sudáfrica. El pueblo cuenta con una escuela primaria. La población resultó ser de 599 en un censo de 2011.